# Zborište (montagne)
Pour les articles homonymes, voir Zborište.
Le mont Zborište (en serbe cyrillique : Збориште) est un sommet des monts Tara, un massif situé à l'extrême ouest de la Serbie, à proximité de la frontière avec la Bosnie-Herzégovine. Il s'élève à une altitude de 1 544 m, ce qui en fait le second sommet du massif.